# Jörg Guido Hülsmann

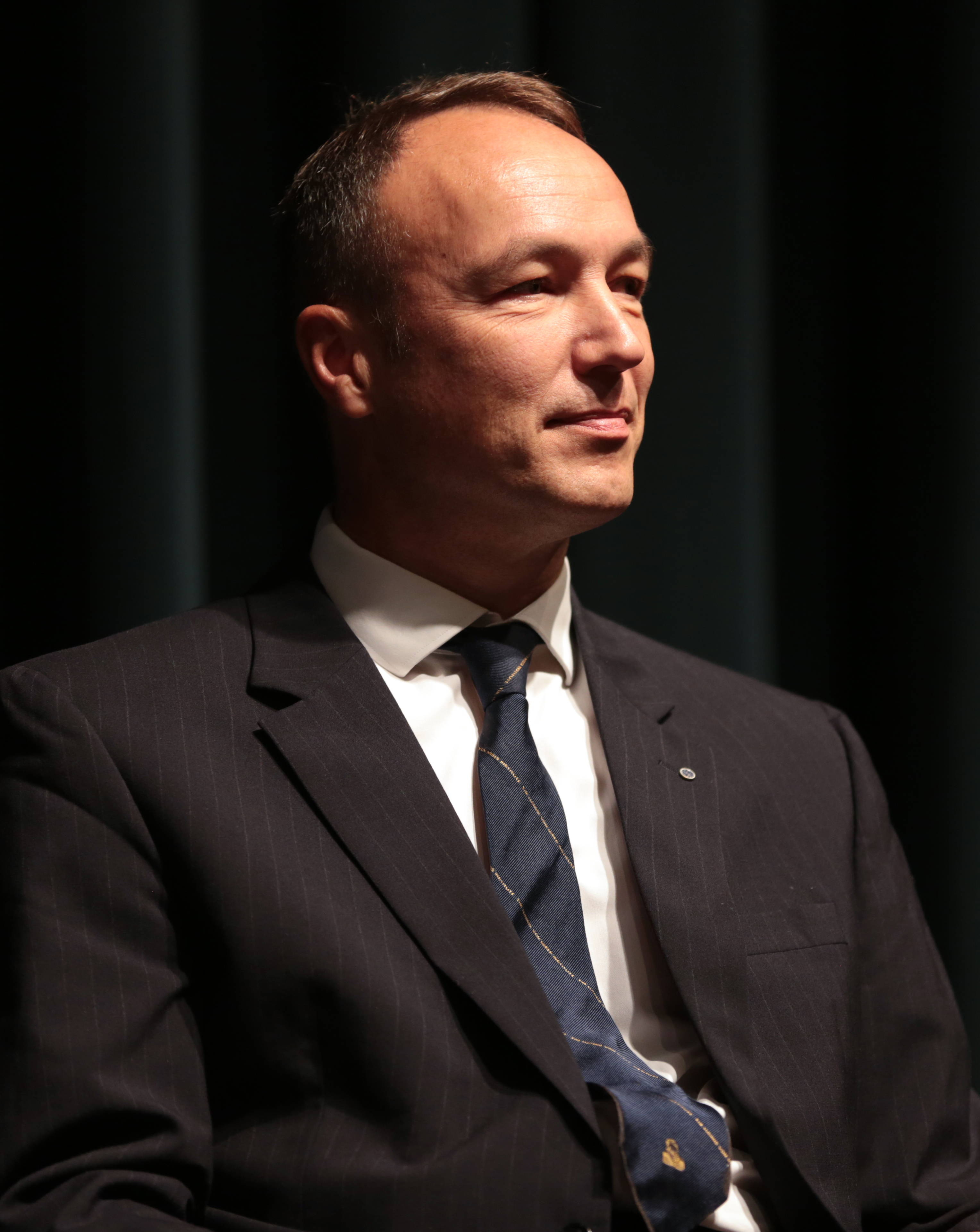
Jörg Guido Hülsmann, 2017

Jörg Guido Hülsmann (* 18. Mai 1966 in Hückeswagen) ist ein deutscher Ökonom, der sich selbst zur Wiener Schule zählt, und Universitätsprofessor. Er lehrt derzeit an der Fakultät für Recht, Wirtschafts- und Sozialwissenschaften der Universität Angers. Weiterhin ist er Senior Fellow am Ludwig von Mises Institute in Auburn (Alabama).

## Leben
Hülsmann wurde in Nordrhein-Westfalen geboren und studierte zunächst Philosophie an der Freien Universität Berlin, anschließend Ingenieurs- und Wirtschaftswissenschaften an der Technischen Universität Berlin, womit er 1992 abschloss. An der École supérieure de commerce de Toulouse studierte er von 1991 bis Juni 1992 Finanzwissenschaft, Marketing und Management. 1996 wurde er von der TU Berlin in Wirtschaftswissenschaften promoviert. 1999 erhielt er von der Universität Paris-Dauphine die Habilitation à diriger des recherches 2004 die Agrégation de l’enseignement supérieur.
1997/98 arbeitete er als wissenschaftlicher Mitarbeiter an der Universität Paris-Assas. Ab 1998 war er an der University at Buffalo, New York tätig. Seit 2004 ist er Lehrstuhlinhaber für Wirtschaftswissenschaften an der Universität Angers.
2000 wurde er vom Ludwig von Mises Institute in Auburn (Alabama) zum Research Fellow, 2004 zum Senior Fellow ernannt. Er ist Mitglied des akademischen Beirats des Liberalen Instituts in Zürich. Neben seiner regelmäßigen Autorenschaft für die Zeitschrift eigentümlich frei ist er Mitglied des Redaktionsbeirats. Er ist Mitglied der Europäischen Akademie der Wissenschaften und Künste.

## Lehren
Der Schwerpunkt seiner Arbeit liegt in folgenden Gebieten: Geschichte der Wirtschaftswissenschaften und des Liberalismus, Geldtheorie sowie das Verhältnis von Ökonomie und Religion.
In seinem 1996 veröffentlichten Buch Logik der Währungskonkurrenz stellt er eine Währungstheorie auf, die Konkurrenz zwischen staatlichen und nichtstaatlichen Geldproduzenten für nicht existenzfähig hält und stellt sich damit vor allem gegen Friedrich Hayek.
In Die Ethik der Geldproduktion geht er der Frage nach, wie sich Überemission von Geld, die er im Sinne seines Doktorvaters Hans Hermann Lechner als Inflation bezeichnet, auf die Gesellschaft auswirkt, und kommt zu dem Ergebnis, dass diese Wirkung aus christlicher Sicht nicht wünschenswert ist. Er spricht sich daher gegen ein staatliches Währungsmonopol aus, das seines Erachtens zwangsläufig zu Inflation führt, und befürwortet Free Banking. Hülsmann geht davon aus, dass es ohne staatliche Rechtsbeugung kein Teilreserveverfahren gäbe.
In seinen Arbeiten beschäftigt er sich weiterhin mit der kontrafaktischen Analyse der Wirtschaft.
Er veröffentlicht zahlreiche Artikel im Journal of Libertarian Studies sowie im Quarterly Journal of Austrian Economics.

## Bibliographie
- Literatur von und über Jörg Guido Hülsmann im Katalog der Deutschen Nationalbibliothek
- Artikel von Guido Hülsmann im JLS.
- Kritik der Dominanztheorie. Frankfurt am Main, Frankfurt 1993, ISBN 3-89406-947-3 (Kritik an Perroux' machttheoretischer Wirtschaftsanalyse.).
- Die Logik der Währungskonkurrenz. MA Management Akademie GmbH, 1996, ISBN 3-89275-013-0.
- Mises: The Last Knight of Liberalism. Ludwig von Mises Institute, Auburn (Alabama) 2007, ISBN 978-1-933550-18-3 (mises.org [PDF; 5,5 MB]).
- Die Ethik der Geldproduktion. Manuscriptum, 2007, ISBN 978-3-937801-19-3.
- Ordnung und Anarchie: Essays über Wirtschaft, Politik und Kultur. Lichtschlag, 2007, ISBN 978-3-939562-02-3.
- Die Wirtschaft und das Unentgeltliche. Kostenlose Güter zwischen Kapitalismus und Staat. Manuscriptum, Lüdinghausen 2023, ISBN 978-3-948075-53-8.